# Colpichthys hubbsi
Colpichthys hubbsi is een  straalvinnige vissensoort uit de familie van koornaarvissen (Atherinidae). De wetenschappelijke naam van de soort is voor het eerst geldig gepubliceerd in 1989 door Crabtree.
De soort staat op de Rode Lijst van de IUCN als Bedreigd, beoordelingsjaar 2007.